# Carlie Casey
Carlie Casey (Chicago, 16 ottobre 1990) è un'attrice statunitense.

## Biografia
Casey è meglio conosciuta per il ruolo di Missy Meany nella serie Ned - Scuola di sopravvivenza, nella seconda e terza stagione per 23 episodi. Inoltre è comparsa in un episodio di 8 semplici regole, in un video musicale e ha dato la voce a uno dei personaggi in "Freddi Fish and the Case of the Missing Kelp Seeds" nel 1994, all'età di 4 anni.
Nel 2010 appare in due episodi di "Big Time Rush" nel ruolo di Mercedes Griffin.

## Filmografia
- Freddi Fish and the Case of the Missing Kelp Seeds (1994) - voce
- 8 semplici regole (8 Simple Rules) - serie TV (2003)
- Ned - Scuola di sopravvivenza (Ned's Declassified School Survival Guide) - serie TV (2005-2007)
- Big Time Rush - serie TV (2010)
- Dr. House - Medical Division (House, M.D.) – serie TV, episodio 8x05 (2011)